# كاي كامن
كاي كامن (بالإنجليزية: Kay Kamen)‏ هو شخصية أعمال أمريكي، ولد في 27 يناير 1892 في بالتيمور في الولايات المتحدة، وتوفي في 27 أكتوبر 1949 في جزيرة ساو ميغيل في البرتغال.